# Hydrat
Trong hóa học, hydrat (phiên âm: hi-đờ-rát, bắt nguồn từ tiếng Pháp: hydrate) là các chất chứa nước hoặc các nguyên tố cấu thành nên nước. Trạng thái hóa học của nước biến đổi lớn giữa các hydrat, một số trong chúng thì được đặt tên theo sau cấu trúc hóa học đã được xác định.

## Các hydrat tự nhiên
Trong hóa học hữu cơ, hydrat là hợp chất được tạo ra bởi sự thêm vào của nước hoặc các thành phần của nước thêm vào các nguyên tố của phân tử. Ví dụ, ethanol, CH3—CH2—OH, có thể được xem là một hydrat của etylen, CH2=CH2, được tạo ra khi H gắn vào vị trí của một C và OH gắn vào C còn lại. Một phân tử nước có thể bị khử, ví dụ như khi nó tác dụng với axít sulfuric. Một ví dụ khác là clo hydrate, CCl3—CH(OH)2, có thể được tạo ra khi nước phản ứng với cloral, CCl3—CH=O.
Các phân tử được gọi là hydrat bởi các lý do mang yếu tố lịch sử. Glucose, C6H12O6, đầu tiên được xem là C6(H2O)6 và được mô tả là cacbohydrat, nhưng có rất ít thông tin mô tả về cấu trúc của nó so với ngày nay. Methanol thường được bị gọi nhầm là "methyl hydrat" có công thức hóa học là CH3OH2 mặc dù công thức đúng của nó phải là CH3—OH.
Trong hóa học vô cơ, các hydrat chứa các phân tử nước khi nó liên kết hoặc với kim loại trung tâm hoặc được kết tinh trong cấu trúc kim loại. Các hydrat này cũng được gọi là chứa "nước kết tinh". Ví dụ, nếu nước thuộc loại nước nặng, ở đây hydro là đồng vị deuterium, thì thuật ngữ deuterat có thể được sử dụng thay cho hydrat.

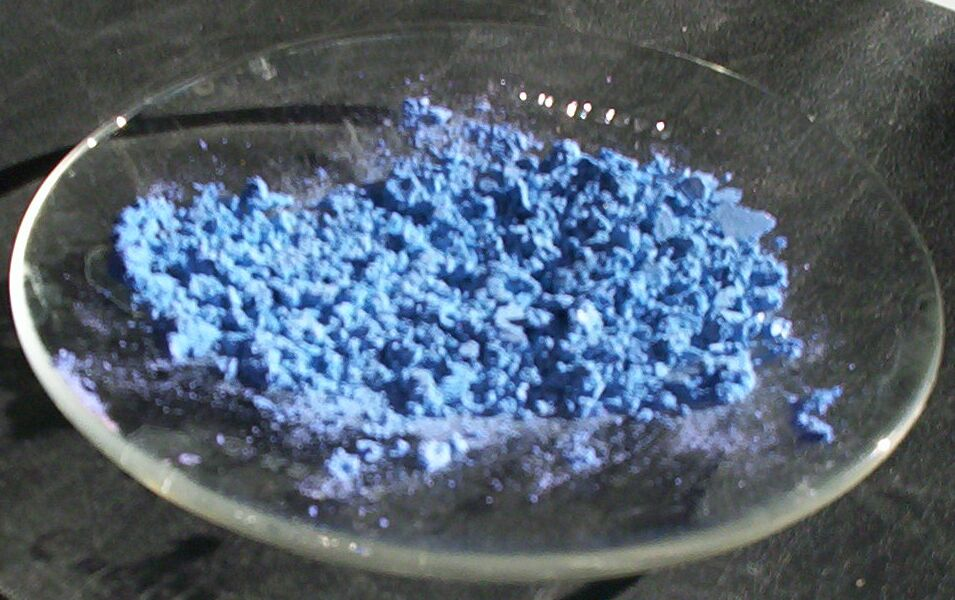
Anhydat Cobalt(II) chloride CoCl_{2} (CoCl_{2} khan)

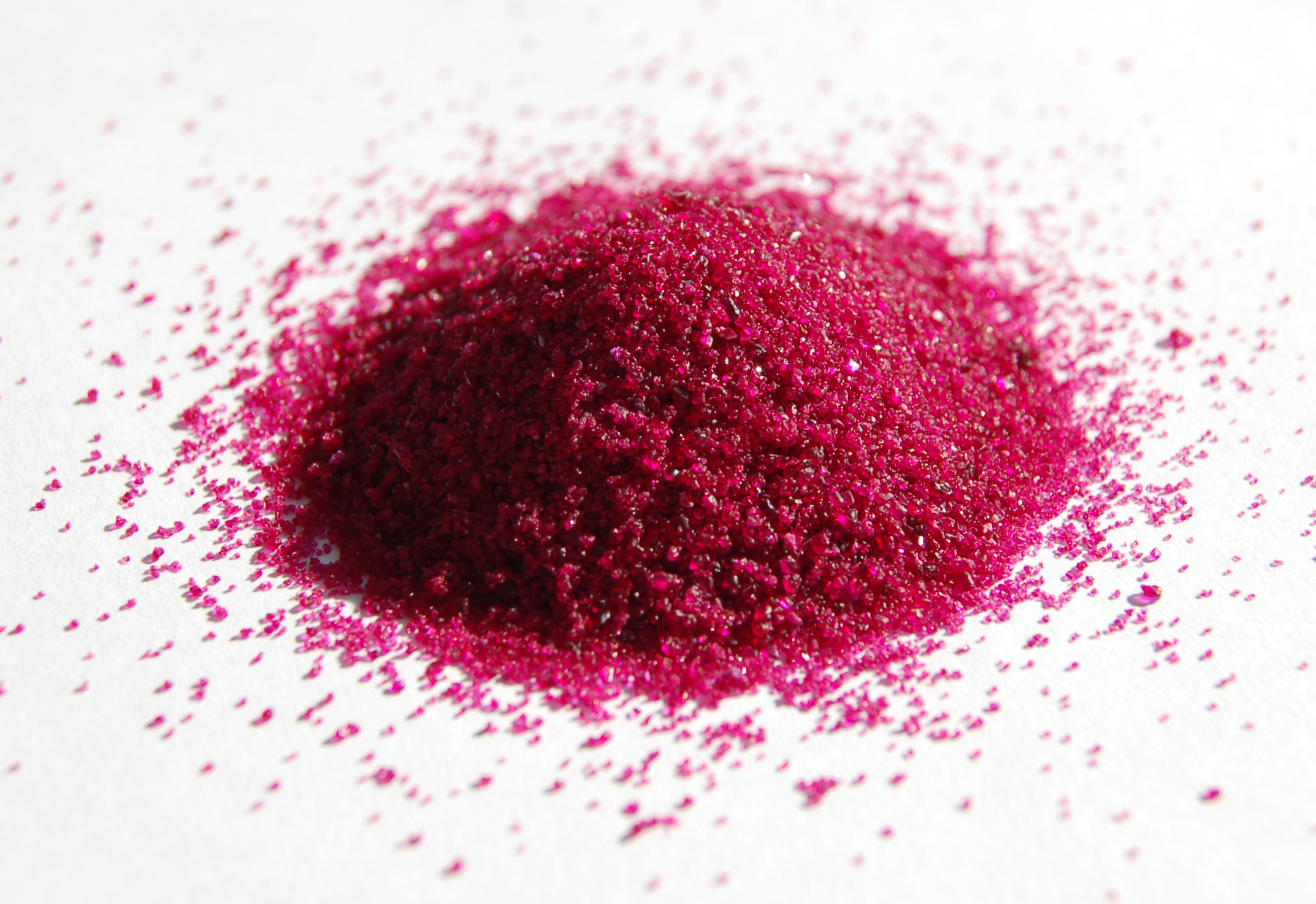
Hexahydrat Cobalt(II) chloride CoCl_{2}.6H_{2}O

Ví dụ, màu của cobalt(II) chloride sẽ chuyển từ xanh sang đỏ phụ thuộc vào sự hydrat hóa, và có thể được sử dụng làm chất chỉ thị độ chứa nước.
Ký hiệu hợp chất hydrat là n, với n là số lượng các nguyên tử nước chứa trong một phân tử muối và thường được sử dụng để thể hiện một muối là hydrat. Giá trị n luôn là một số nguyên, mặc dù nó có thể là giá trị phân số. Ví dụ, một hydrat đơn n có giá trị là 1, trong hexahydrat n là 6. Nước này cũng được xem là dạng nước kết tinh. Ví dụ như decahydrat borax và chalcanthit.
Hydrat khí là clathrate hydrat (một nhóm của hydrat khí dạng rắn): nước đóng băng chứa trong nó các phân tử khí, và nếu khí là metan thì nó được gọi là metan hydrat.
Khi hydrat mất nước thì được gọi là anhydride, và số lượng phân tử nước bị mất còn tùy thuộc vào nhiệt độ. Chất không chứa bất kỳ phân tử nước nào thì được gọi là anhydro.